# 洛姆瓦 (宗教)

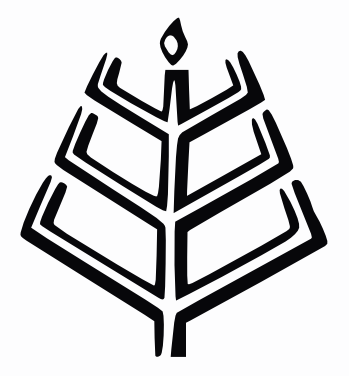
世界之樹的符號，常被用作洛姆瓦信仰的標誌

洛姆瓦（Romuva）為立陶宛的一個新異教運動，試圖重構立陶宛基督教化以前的波羅的傳統信仰。洛姆瓦為一多神信仰，崇尚自然的神聖與祖先崇拜，許多信徒將這種傳統信仰視為文化自信的象徵，積極發揚傳統藝術、重拾傳說故事、演奏傳統音樂、恢復傳統節日儀式、詠唱傳統歌曲以及維護聖地等。立陶宛基督教化後還保有許多傳統習俗、節慶等文化，19世紀的立陶宛民族復興風潮使許多立陶宛知識份子開始追尋傳統的異教信仰。哲學家維杜納斯被認為是當代洛姆瓦信仰的創立者。
洛姆瓦信徒主要分布於立陶宛，不過澳大利亞、美國、加拿大、俄羅斯與英國也有信徒社群。據2001年統計，立陶宛約有1200名洛姆瓦信徒，2011年則增至約5100人。

## 詞源
洛姆瓦一詞來自中世紀東普魯士的文獻中提到桑比亞半島西部的傳統信仰神廟洛姆瓦（Romowe），此一詞彙意指「神廟」與「聖殿」，也可衍生作「內心和平之處」，可能是源於波羅的語言的詞根ram-/rām-（意指安靜、平靜，源於原始印歐語的*(e)remǝ-）。
2019年6月，立陶宛議會拒絕了正式承認洛姆瓦為傳統宗教的議案（主要受到祖國聯盟－立陶宛基督教民主黨的反對），依法於十年內不得再次提出，洛姆瓦方至歐洲人權法院控告立陶宛政府，2021年6月法院一致裁定立陶宛議會的決議有失中立，洛姆瓦有權在裁定的三個月後再次申請，最終於2024年12月12日獲得了議會的正式承認。